# Kostel Panny Marie Čenstochovské (Jabłonka)
Kostel Panny Marie Čenstochovské je římskokatolický dřevěný farní kostel v Jabłonce v gmině Dydnia v okrese Brzozów v polském Podkarpatském vojvodství. Kostel náleží pod římskokatolický děkanát Grabownica arcidiecéze přemyšlské. Kostel je od roku 1995 kulturní památkou pod registračním číslem A-1412 a nachází se na Stezce dřevěné architektury Podkarpatského vojvodství.

## Historie
Dřevěný kostel nechal postavit statkář Antoni Kraiński v letech 1936–1939. Stavbu podle projektu krakovského architekta Bogdana Tretera provedl mistr Władysław Myćka z Niebocka. Kostel byl opraven v roce 1978 a devadesátých letech 20. století.

## Popis
Kostel byl postaven v centru vesnice na východní straně silnice, která prochází vsí. Je to orientovaná trojlodní dřevěná roubená stavba postavena na půdorysu obdélníku s trojbokým závěrem. Předsíň má štenýřovou konstrukci. Stavebním materiálem bylo modřínové dřevo. Kostel má stupnicovou sedlovou střechu krytou deskami připomínající šindel, nad kněžištěm je valbová střecha. Na hřebeni je osmiboká novogotická věžička (sanktusník) se dvěma lucernami (na sebou) a ukončena plechovou jehlancovou střechou. Venkovní stěny kostela jsou bedněny svisle položenými deskami, které jsou seříznuté do špičky.
V interiéru je dvěma řadami sloupů oddělena hlavní loď od nižších a užších bočních lodí. Hlavní loď, která je osvětlena okny ve stupni oddělující střechy, plynule přechází v trojboce uzavřené kněžiště, které je od lodi oddělené balustrádou a sponovým trámem. Kolem kněžiště vede krytá chodba – ambit, který plní roli sakristie. Na sponovém trámu je umístěna řezba představující Ukřižování Krista. Na straně západního průčelí je umístěna kruchta. Interiér a plochý strop mají dřevěné obložení ve tvaru rybí kosti s ornamenty, které jsou charakteristické pro zakopanský styl. Podlaha je vyložena dubovými kostkami. Hlavní oltář je z roku 1937, boční oltáře jsou zasvěcené Ježíši a svatému Stanislavu Kostkovi. Lustr z 19. století pochází ze zámku Kraińských.
U kostela stojí kamenná plastika Panny Marie z roku 1880 a kovová otevřená zvonice.

## Galerie

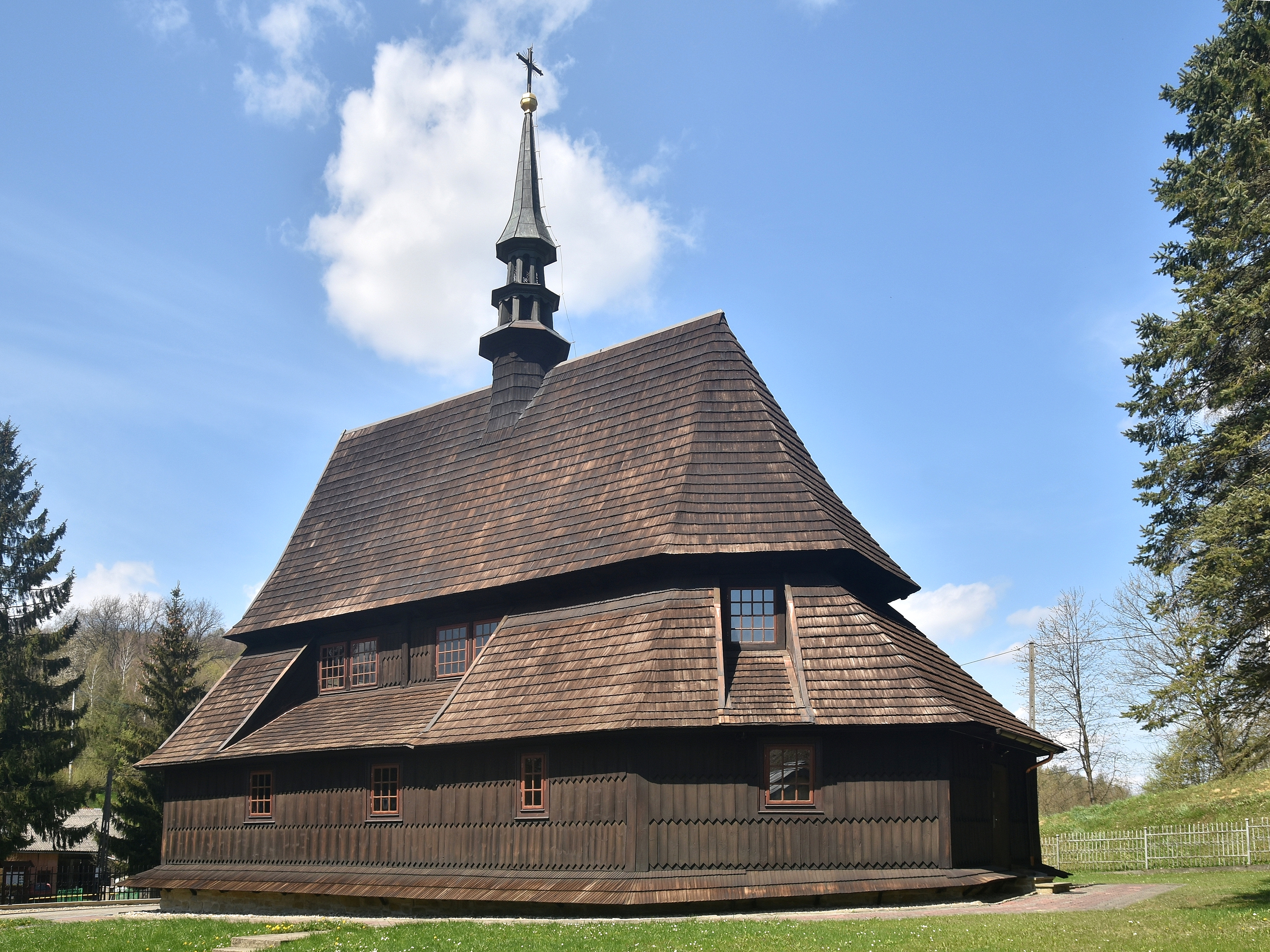
Závěr kostela
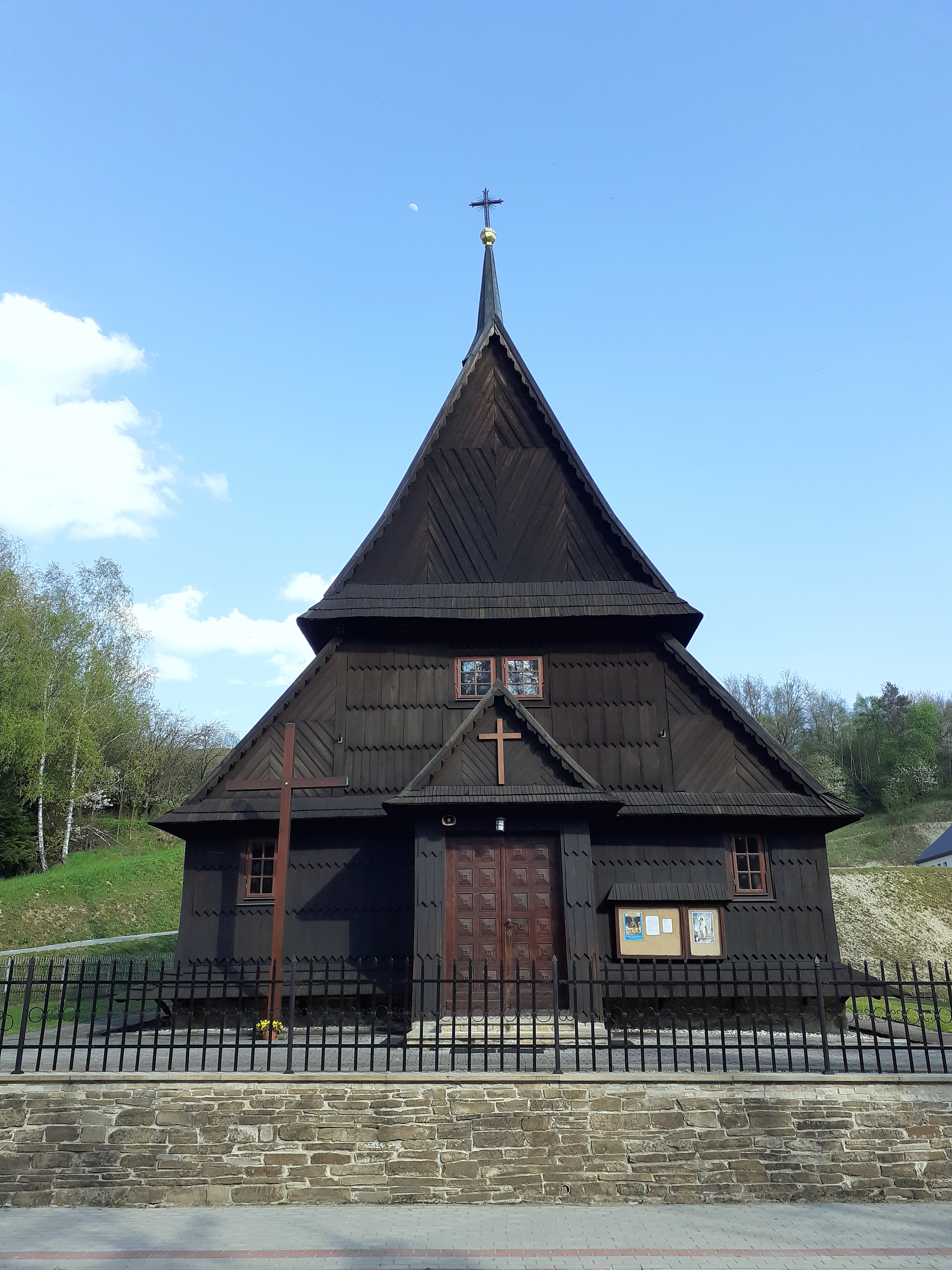
Západní průčelí
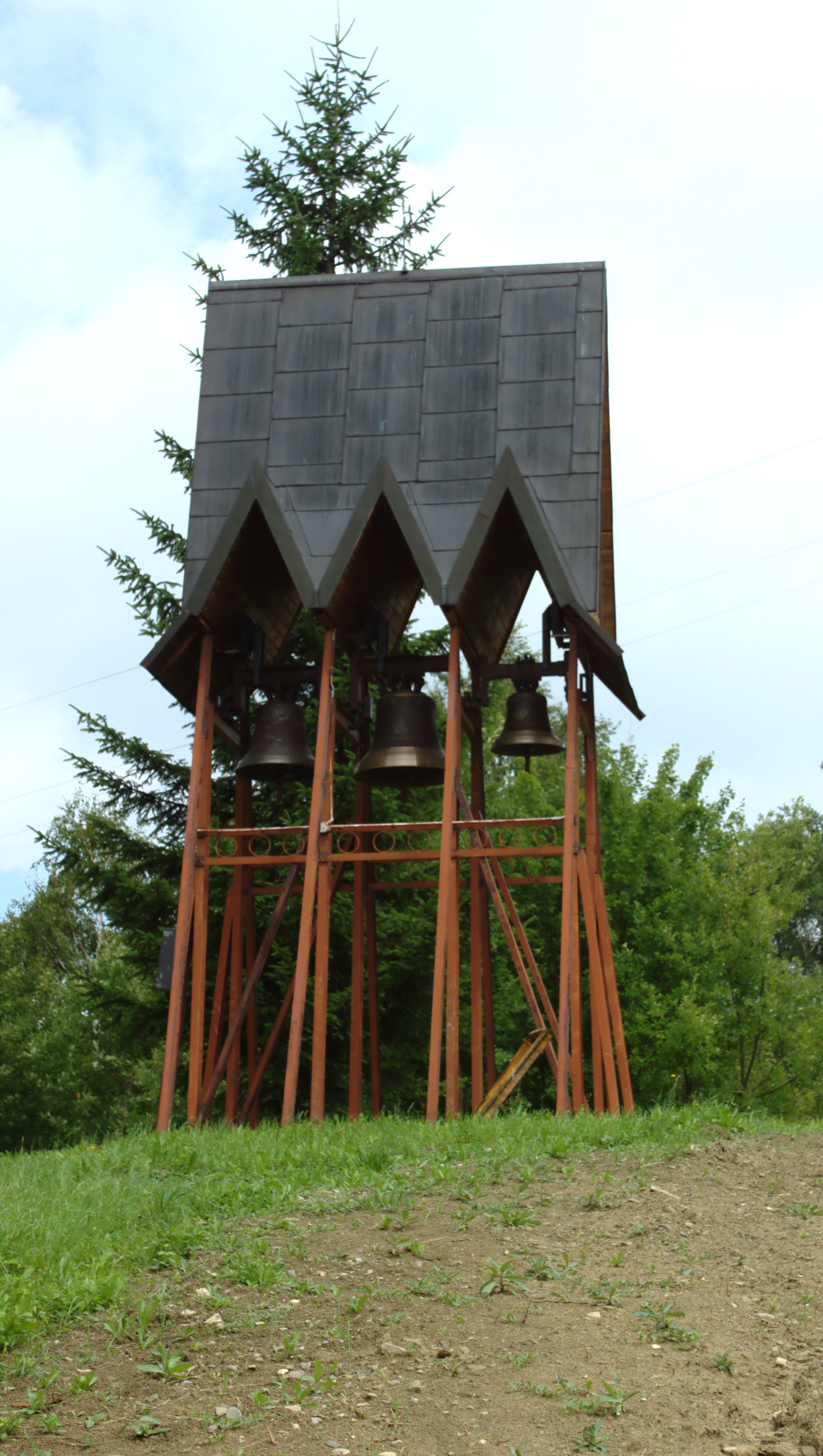
Zvonice
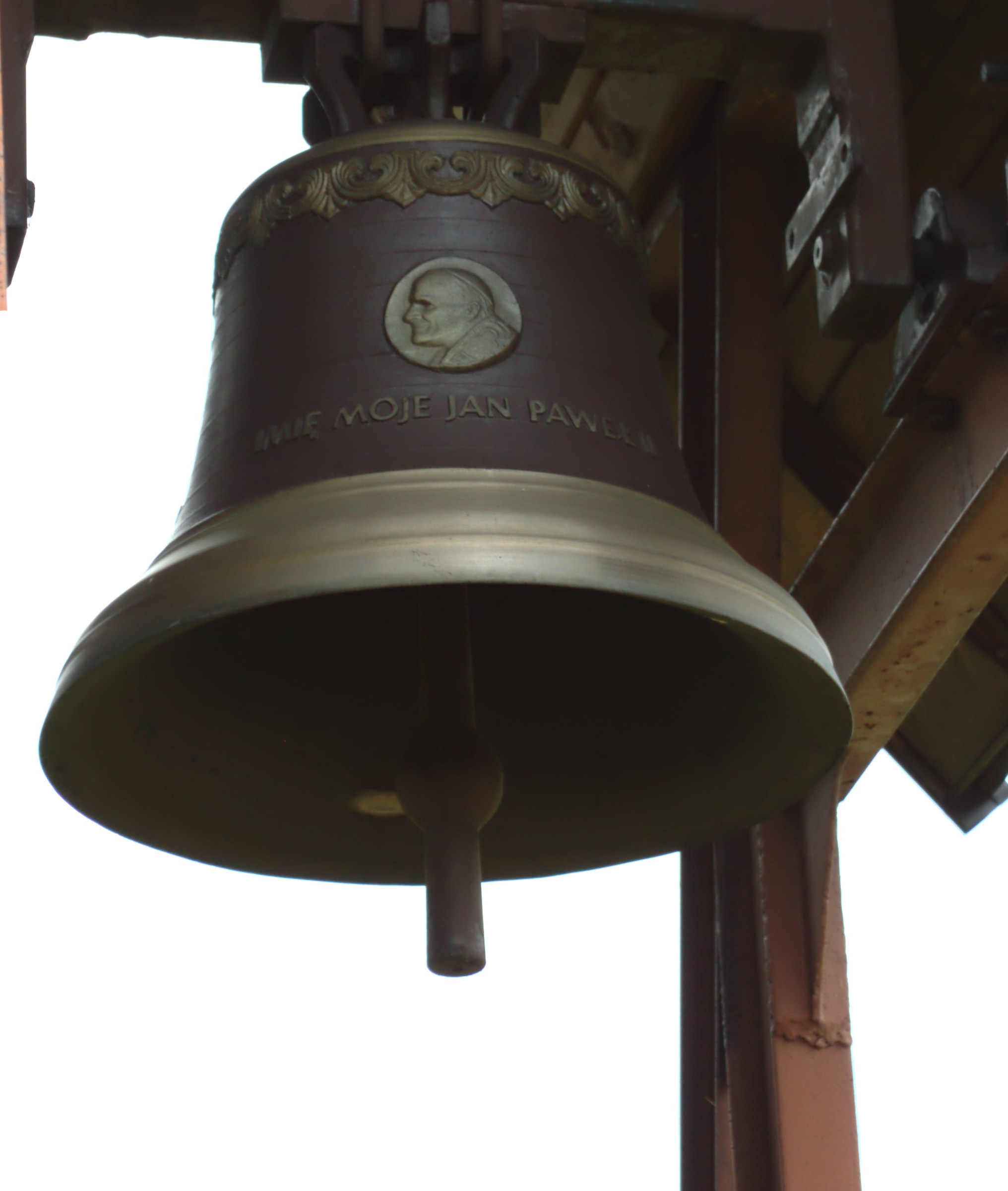
Zvon